# Special Olympics Mauritius
Special Olympics Mauritius (englisch: Special Olympics Mauritius) ist der mauritische Verband von Special Olympics International, der weltweit größten Sportbewegung für Menschen mit geistiger Beeinträchtigung und Mehrfachbeeinträchtigung. Ziel ist die sportliche Förderung dieser Personengruppe und die Sensibilisierung der Gesellschaft für sie. Außerdem betreut der Verband die mauritischen Athletinnen und Athleten bei den Special Olympics Wettbewerben.

## Geschichte
Special Olympics Mauritius wurde 1995 mit Sitz in Bon Accueil gegründet und 1997 von Special Olympics anerkannt.

## Aktivitäten
2015 waren 2.639 Athletinnen, Athleten und Unified Partner sowie 24 Trainer bei Special Olympics Mauritius registriert.
Der Verband nahm 2016 am Programm Young Athletes teil, das von Special Olympics International ins Leben gerufen worden war.

### Sportarten
Folgende Sportarten wurden 2016 vom Verband angeboten:
- Basketball (Special Olympics)
- Boccia (Special Olympics)
- Fußball (Special Olympics)
- Leichtathletik (Special Olympics)
- Schwimmen (Special Olympics)

### Teilnahme an Weltspielen vor 2020
(Quelle: )
- 1999 Special Olympics World Summer Games, North Carolina, USA
- 2003 Special Olympics World Summer Games, Dublin, Ireland
- 2007 Special Olympics World Summer Games, Shanghai, China
- 2011 Special Olympics World Summer Games, Athen
- 2015 Special Olympics World Summer Games, Los Angeles, USA (12 Athletinnen und Athleten)
- 2019 Special Olympics, World Summer Games, Abu Dhabi[2]

### Teilnahme an den Special Olympics World Summer Games 2023 in Berlin
Special Olympics nahm an den Special Olympics World Summer Games 2023 teil. Die Delegation wurde vor den Spielen im Rahmen des Host Town Program von Rosenheim betreut und bestand aus 45 Personen. Das Team gewann bei diesen Weltspielen eine Gold-, sechs Silber- und fünf Bronzemedaillen.